# Вецелу (Валча)
Вецелу (рум. Vețelu) насеље је у Румунији у округу Валча у општини Копачени. Oпштина се налази на надморској висини од 372 m.

## Становништво
Према подацима из 2002. године у насељу је живело 686 становника, од којих су сви румунске националности.